# Kaplicky Creative Centre
Kaplicky Creative Centre je projekt kulturně‑kreativního centra ve Vile Čerych v České Skalici, který zřizuje Nadační fond Kaplicky Centre. Cílem je rekonstrukce a následné provozování památkově chráněného objektu jako inovativního kreativního centra se vzdělávacími, kulturními a společenskými funkcemi. Projekt je spolufinancován z prostředků Evropské unie v rámci Národního plánu obnovy a jeho aktivity mají probíhat celoročně s lokálním i mezinárodním přesahem.

## Vila Čerych
Vila Čerych (čp. 477) je dvoupatrový modernistický dům z let 1924–1925 podle návrhu architekta Otakara Novotného. Hlavní průčelí je pětiosé s centrálním vstupem a trojúhelným štítem, zadní osmiosé s masivním kamenným balkónem neseným pilíři; fasáda je z režných šedých cihel typických pro autorovu tvorbu. Památkově chráněný areál zahrnuje také zahradu s bazénem, kašnou, altánem, pergolou a oplocením; zahradu navrhl Josef Kumpán (1925). Vila byla vystavěna jako svatební dar Marii Bartoňové‑Čerychové, neteři Ladislava Bartoně z Dobenína. Po roce 1948 sloužila různým institucím, roku 1982 byla zapsána do státního seznamu kulturních památek, po roce 1990 se vrátila rodině a následně ji vlastnila Nadace rozvoje občanské společnosti. Objekt proslavil i film Odcházení (2010) v režii Václava Havla.

### Zřizovatel a vlastnictví
Zřizovatelem projektu je Nadační fond Kaplicky Centre. Vila patří od roku 2022 Elišce Kaplicky Fuchsové, vdově po architektovi Janu Kaplickém; provozovatelem nemovitosti je Nadační fond Kaplicky Centre.

### Rekonstrukce a vybavení
Rekonstrukce byla zahájena v roce 2023. První etapa zahrnovala novou střechu s původní bobrovkovou krytinou, využití podkroví pro multifunkční sál, obnovu přednáškových sálů v přízemí s důrazem na památkové detaily (např. dřevěná obložení), zřízení menšího přednáškového kina pro cca 50–70 osob, navýšení ubytovacích kapacit, gastronomické zázemí a nové galerijní prostory. Další fáze pak zarhnují mj. obnovu zahrady podle návrhu Josefa Kumpána. Dokončení stavební části je plánováno do března 2025 s kolaudací v září 2025. 

## Cíle a programové zaměření Kaplicky Creative Centre
Projekt přetvořil vilu a přilehlé zahrady na multifunkční kreativní centrum. Programové linie mají zahrnovat vzdělávací, kulturní a společenské akce, s důrazem na architekturu, kinematografii a audiovizi, užité i volné umění. Záměrem je systematicky rozvíjet obory prostřednictvím rezidencí, přednášek, seminářů, workshopů, konferencí a prezentací pro profesionály, studenty i širokou veřejnost..

### Financování a Národní plán obnovy
Projekt Kaplicky Creative Centre – Vila Čerych v České Skalici je mezi podpořenými záměry výzvy Velká kulturní a kreativní centra v rámci iniciativy Rozvoj regionálních kulturních a kreativních center (komponenta Ministerstva kultury ČR v NPO). Mezi 29 projektů bylo rozděleno téměř 2,6 mld. Kč; u Vily Čerych jde o financování rekonstrukce a vzniku centra s cílem rozvoje kulturních a kreativních aktivit, mezisektorové spolupráce a nových příležitostí v regionu, včetně záměru prezentace objektu jako filmové lokace.

## Budoucí provoz a využití
Po dokončení přestavby má centrum fungovat celoročně. Plánuje se pestrý program pro odborníky i veřejnost, rezidenční a vzdělávací aktivity, mezisektorová spolupráce s vysokými školami a regionálními aktéry, rozvoj kulturních a kreativních odvětví a posílení cestovního ruchu.

#### Návštěva ministra kultury
Zahájení rekonstrukce a záměr vzniku centra doprovodila oficiální prezentace projektu, které se účastnil i inistr kultury Marin Baxa. Mnistr kultury Martin Baxa na tiskové konferenci k výzvám NPO vyzdvihl roli kulturních a kreativních center jako středobodu regionálních aktivit a uvedl, že projekt ve Vile Čerych nabídne vzdělávání pro výkonné umělce, profesionály i studenty v oblasti architektury, kinematografie a audiovize i výtvarného umění a přiláká širokou veřejnost.